# Belgium hadereje
Belgium hadereje (hivatalos nevén Belga Hadsereg) négy komponensből (szárazföldi, légi, haditengerészeti és egészségügyi) álló haderő, amelynek feladata Belgium szuverenitásának védelme, valamint a NATO-tagságból eredő kötelezettségek teljesítése.

## Belgium haderejének néhány összefoglaló adata
- Katonai költségvetés (2003): 3,999 milliárd amerikai dollár, a GDP 1,2%-ka (2004).
- Teljes személyi állomány: 40 800 fő.
- Tartalék: 13 750 fő, ebből a szárazföldi erők 4200 főt, a légierő és légvédelem 1600 főt, a haditengerészet 600 főt, az egészségügy 850 főt, a logisztikai szolgálat 2200 főt, a territoriális támogató alegységek 4300 főt tesznek ki.
- Sorozás, toborzás rendje: önkéntes.
- Mozgósítható lakosság: 2,6 millió fő, 2,1 millió fő alkalmas harci szolgálatra.

## Belgiumhaderejének 2002–2015 közötti átalakulása
- A belga haderőben elkezdték a 2015-ig tervezett átszervezést, és egyben korszerűsítést. Az ún. Stratégia Terve elnevezésű haderő átalakítás kiterjed a szárazföldi erőkre, és a légierőre is.
- A fejlesztés, átalakítás, átszervezés, alapvető célkitűzés a kisebb és korszerűbb haderő, amely jobban megfelel a jövő kihívásainak.
- A hadműveleti parancsnokság alárendeltségében álló szárazföldi erők alapvetően 2 gépesített és 1 légi mozgékonyságú dandárból fognak állni.
- A jelenleg Németországban állomásozó (harmadik) gépesített dandárt teljesen kivonják, majd feloszlatják.
- A lánctalpas, páncélozott harcjárműveket és a harckocsik zömét kerekes gyalogsági harcjárművekkel fogják kiváltani (francia mintára).
- A légierő szolgálatában lévő F-16-os gépeit korszerűsítik, hogy ezeket szolgálatban lehessen tartani 2015-ig.

## Szárazföldi erő: 24 800 fő
A territoriális parancsnokság alárendeltségében:
- 2 műszaki zászlóalj
- 2 híradó zászlóalj
- 1 gépesített hadosztály
- 1 harcbiztosító hadosztály
- 1 légi mozgékonyságú dandár
- 1 önálló HDS-repülőcsoport

A territoriális védelem: 11 könnyűlövész-zászlóalj.

## Fegyverzet
- 132 db Leopard–1A5
- 218 db YPR–765
- 243 db Mowag Piranha (2006-tól érkezik)
- 119 db BRM páncélozott szállító harcjármű
- 187 db M113
- 95 db FV103 Spartan
- 50 db Pandur
- 159 db BBM páncélozott jármű
- 272 db tábori löveg, ebből 108 db 155 mm-es önjáró löveg
- 268 db aknavető
- 420 db MILAN irányított páncéltörő rakéta
- 118 db Mistral kézi légvédelmi rakéta
- 51 db GEPARD önjáró, 35 mm-es gépágyúval
- 10 db BNA–2A repülőgép
- 28 db A109BA típusú harci helikopter
- 18 db A109–A felderítő helikopter
- 28 db SA–318 általános rendeltetésű helikopter
- 18 db pilóta nélküli repülőgép, ebből 3 db Hunter SR UAV.

## Légierő, légvédelem: 10 250 fő

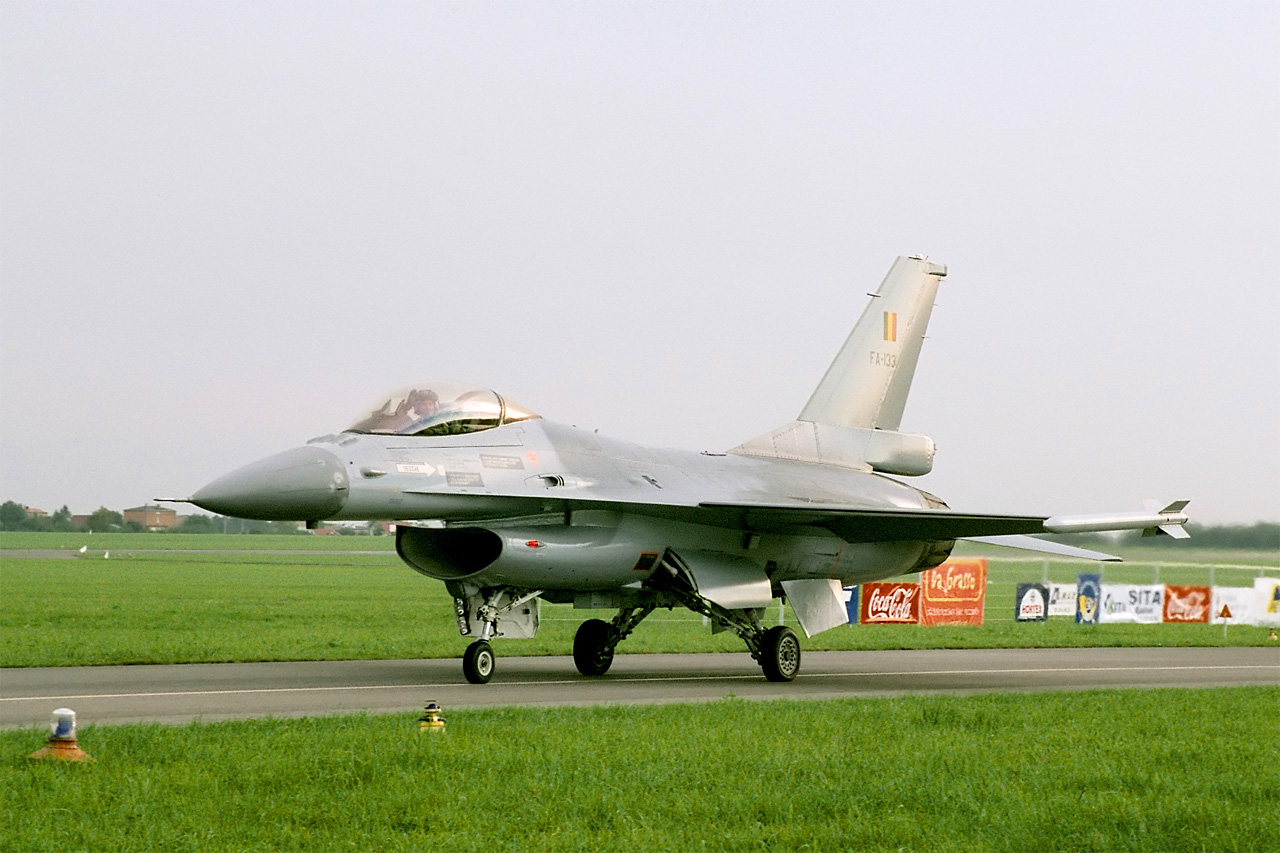
Belga F-16-os

A Belga Légierő emblémája.

- Fegyverzet: 90 db harcirepülőgép, ebből 45 db tartalék

Harcászati alegységek:
- 3 vadászbombázó század
- 2 harcászati vadászrepülő század
- 2 szállítószázad
- 1 helikopterszázad
- 3 oktató-kiképző század

Repülők, helikopterek:
- 68 db (2006-ban) F-16A és F-16B
- tartalékban 6 db Mirage 5BA, Mirage 5BR és Mirage 5BD
- 11 db C–130H
- 1 db Falcon 20
- 1 db Falcon 900B
- 10 db CM–170
- 29 db Alpha Jet
- 33 db SF–260
- 5 db Sikorsky/Sea King helikopter.

## Haditengerészet: 2400 fő
Hajóállomány:
- 3 db Wielingen fregatt
- 7 db Aster aknakereső őrhajó
- 2 db törzshajó
- 6 db vontató
- 3 db SA 316B Alouette III
- valamint 1-1 db hidrográfiai és kiképzőhajó

## Egészségügyi csapatok
Önálló irányítás alá tartoznak a Belga Egészségügyi Komponens csapatai, amelyek feladata a szárazföldi haderő, a légierő és a tengerészeti egységek egészségügyi támogatása.

## Külföldön szolgáló belga erők
- Afganisztán
- Mali
- Kongói Demokratikus Köztársaság
- ENSZ
- Libanon: kb 400 fő (UNIFIL)

## Tábori püspökség
A belga haderő lelkipásztori feladatait a tábori püspökség látja el.